# Demarkační čára
Demarkační linie odděluje dvě soupeřící strany nebo státy. Často se užívá pro oddělení území, která spadají pod kontrolu různých zemí. Klasický příklad z dnešní doby je demarkační čára podél 38. rovnoběžky, která rozděluje Korejský poloostrov na komunistický sever se Severní Koreou a prozápadní jih s Jižní Koreou. Pro Evropu měla zásadní význam demarkační čára v roce 1945.

## Demarkační čára Atlantikem

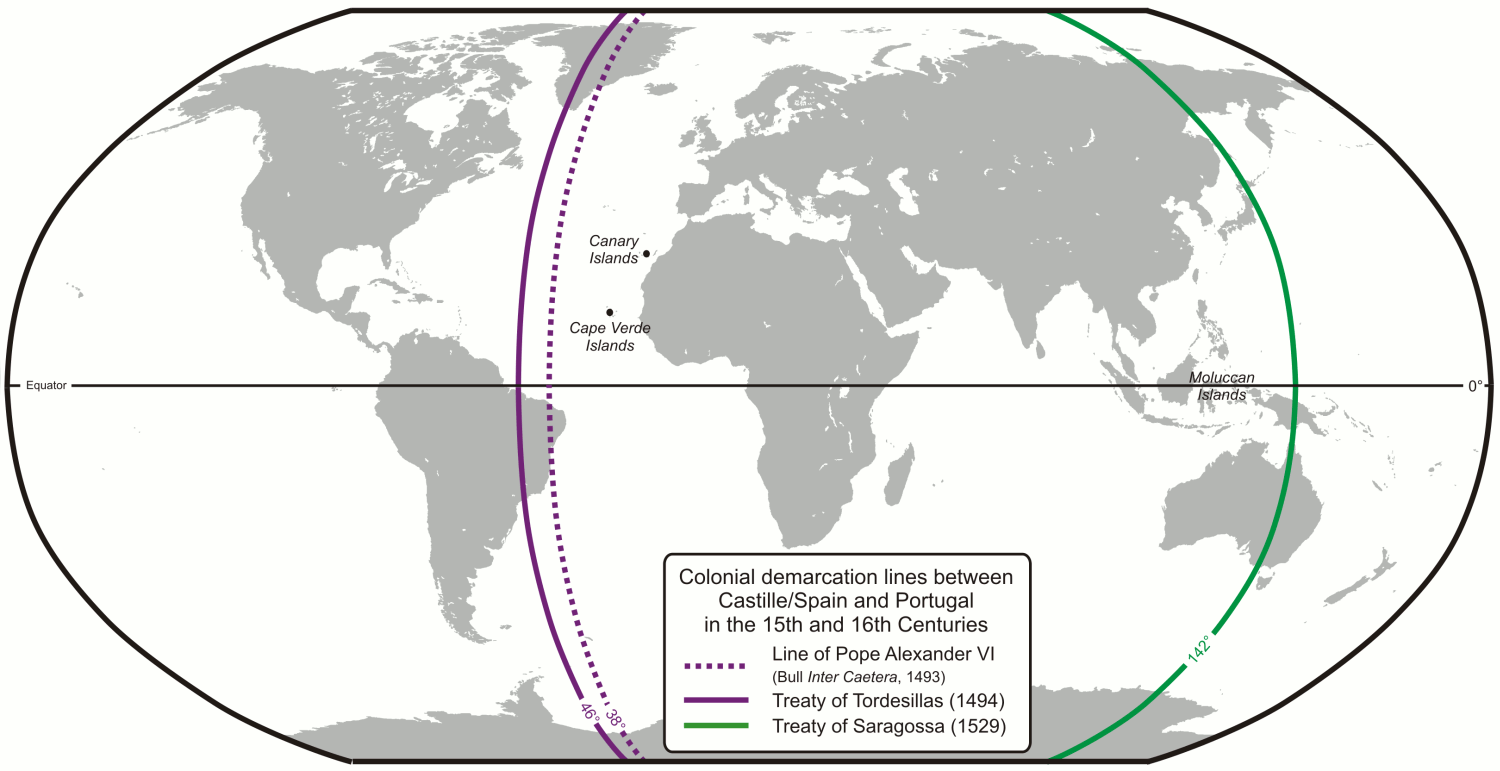
Demarkační čára mezi Španělskem a Portugalskem

V době zámořských objevů vedlo Španělsko s Portugalskem spory o koloniální území, které vyústily v 70. letech 15. století válkou. Jejím závěrem se stala smlouva v Tordesillas z roku 1494, která ustanovila demarkační čáru Atlantikem na východní portugalská území a západní španělská území, čímž se uskutečnilo první dělení sfér vlivu na západní polokouli.

## Demarkační čára v Evropě v roce 1945
V době druhé světové války oddělovala oblasti (zóny vlivu), kam až směly spojenecké armády dojít, aby nedošlo k vojenskému střetu mezi nimi a SSSR při osvobozování území.

### Demarkační čára v Československu

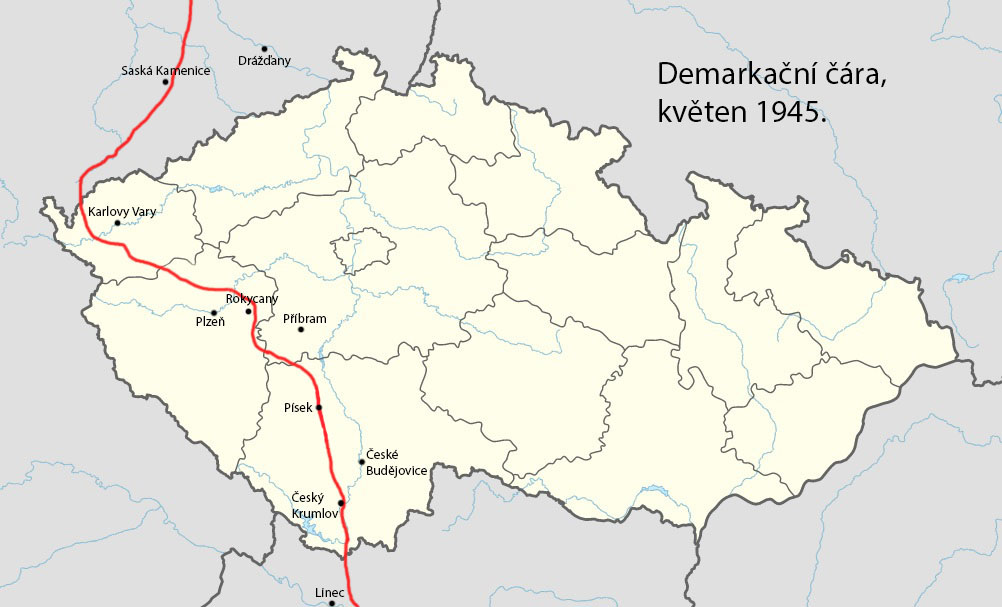
Demarkační čára v Čechách v roce 1945

Demarkační čára se týkala i území tehdejšího Československa. Původně měla kopírovat přibližně česko-bavorskou hranici. Spojenci však dorazili k této linii výrazně dříve než Sověti; např. do Aše vstoupila americká armáda již dne 20. dubna 1945. Proto byl 1. května dohodnut gen. Eisenhowerem a Stalinem nový průběh této čáry na linii měst Karlovy Vary – Plzeň – České Budějovice - Linec.

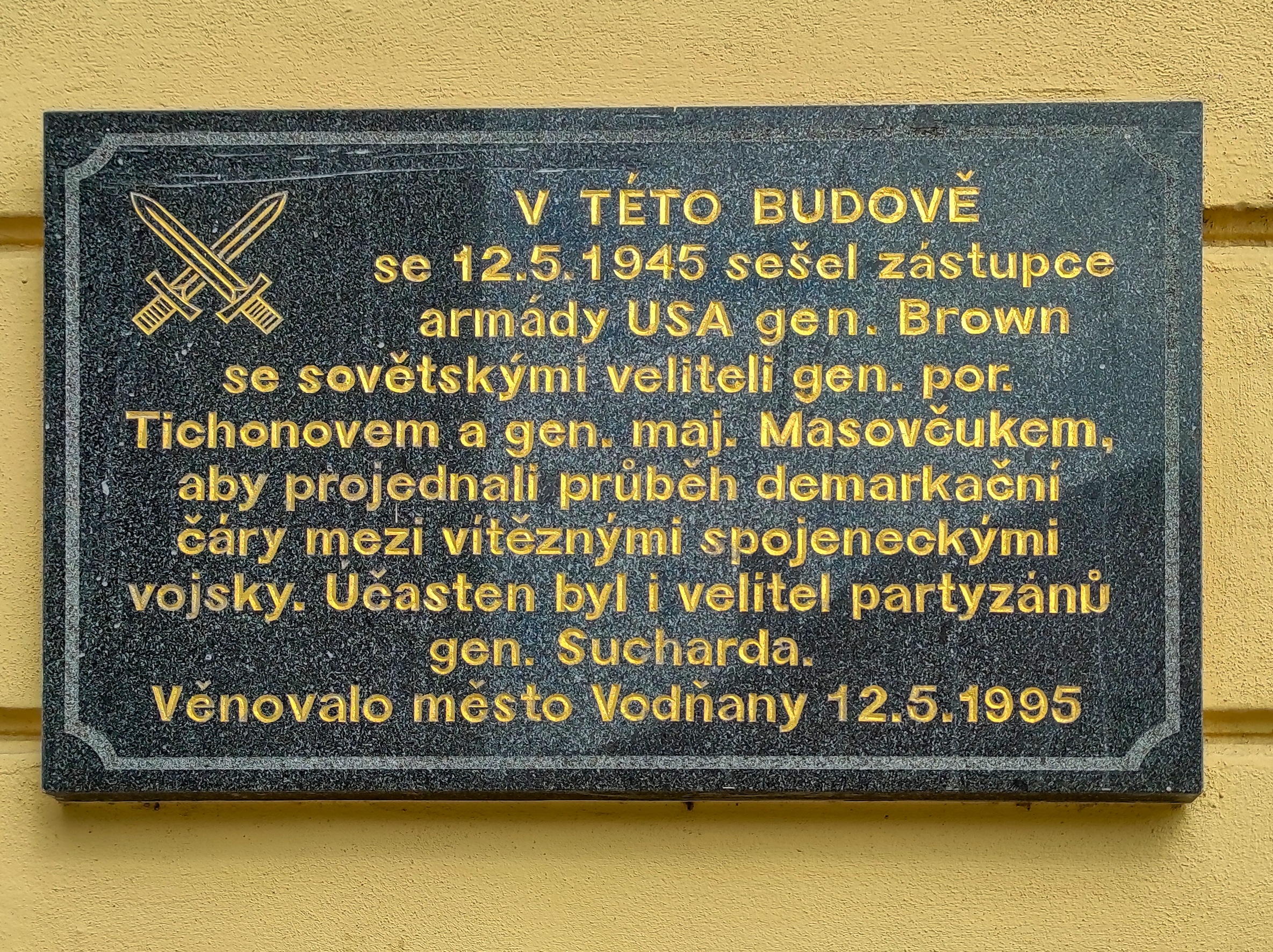
Pamětní deska k jednání o demarkační čáře umístěná na budově spořitelny ve Vodňanech

V době, kdy armáda George S. Pattona čekala v Plzni na rozkazy ohledně dalšího postupu do Čech, jednotky Rudé armády se těžko probíjely přes německé obranné linie v okolí Drážďan. Hlavní sovětský útok směřoval totiž přes polské roviny na Berlín a hlavní frontový nápor se tak Praze vyhnul. 30. dubna 1945 Berlín padl a sovětská vojska maršála Koněva se na rozkaz Stalina vydala osvobodit Prahu (poslední jednotky bránící Berlín však kapitulovaly až 2. května 1945). Stále ještě houževnatý odpor německých jednotek v okolí Krušných hor i samotný přejezd Krušných hor zapříčinily pomalý postup sovětských jednotek. Tak Pražané museli čekat na příjezd sovětských vojsk až do ranních hodin 9. května 1945.
Tato linie zůstala platná a dodržená Spojenci někdy 2–3 dny, než se setkali s Rudou armádou. Tím například bylo dáno, že během květnového povstání českého lidu Plzeň až do Plas (mimo Plasy) osvobodila americká armáda, která zde byla již 6. května, kdežto Sověti museli do Prahy dojít až 9. května.